# Nova Era
Nova Era là một đô thị thuộc bang Minas Gerais, Brasil. Đô thị này có diện tích 363,195 km², dân số năm 2007 là 17932 người, mật độ 49,2 người/km².